# Euthelaira rufilabris
Euthelaira rufilabris är en tvåvingeart som först beskrevs av Wulp 1890.  Euthelaira rufilabris ingår i släktet Euthelaira och familjen parasitflugor. Inga underarter finns listade i Catalogue of Life.